# Milchhofsiedlung

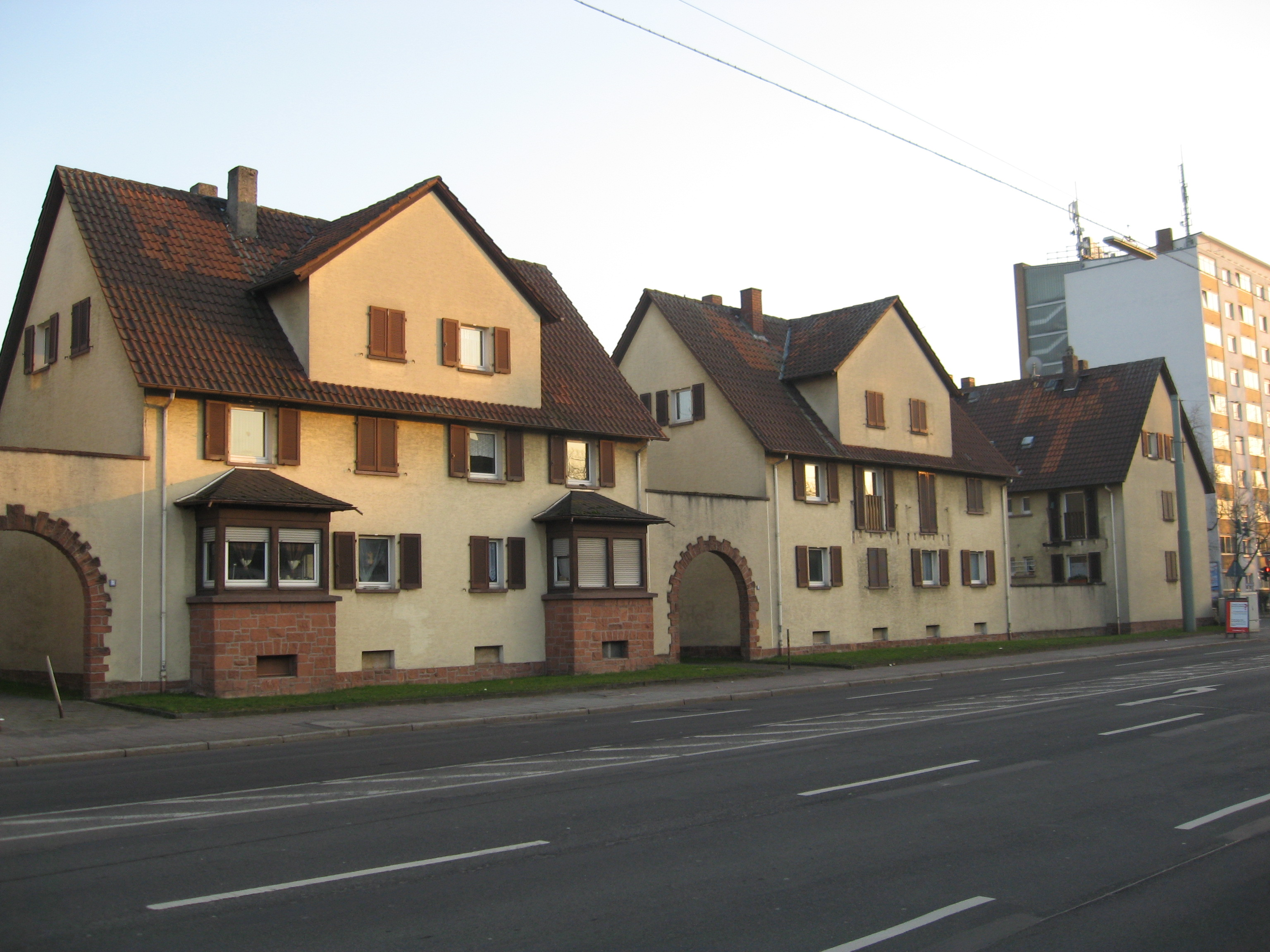
Blick auf die Gebäude Sprendlinger Landstraße 88–90, Odenwaldring 155 (von links nach rechts; Foto von Januar 2011)

Die Milchhofsiedlung war eine Siedlung in Offenbach am Main, welche die Liegenschaften Sprendlinger Landstraße 76A–90/Odenwaldring 153–155 umfasste und als sogenannte Gesamtanlage XIV unter Ensembleschutz stand. Im Jahr 2013 wurde die Siedlung abgerissen.
Die Gebäude galten als gut erhaltenes Zeugnis des nationalsozialistischen Wohnungsbauwesens.

## Geschichte und Bauausführung
In den Jahren 1923 bis 1924 errichtete die Stadt Offenbach auf dem Gelände des ehemaligen Milchhofs einige Mehrfamilienhäuser mit preiswerten Wohnungen. Daneben baute von 1936 bis 1938 die Kleinwohnungs-Baugenossenschaft Odenwaldring eine weitere Häusergruppe mit kleinen so genannten Volkswohnungen im Stile einer damals als heimatverbunden interpretierten, traditionalistischen Architektur. Jener vorgeblich gesunden Baugesinnung entsprachen die Sandsteinsockel und Erker, Fensterläden, kleinen Holzbalkone und Torbögen zu den Gartenhöfen. Für diese Häusergruppe etablierte sich im Volksmund die Bezeichnung Milchhofsiedlung.
Für die Mietshausanlage zeichnete der Architekt Peter Petermann verantwortlich. Zum Zeitpunkt der Errichtung war die Anlage außerhalb der Stadt zwischen Wiesen und Feldern angelegt, der Odenwaldring war zur Bauzeit lediglich ein Feldweg. Entworfen wurden die Wohnungen mit je zwei Zimmern, Küche, Keller, Speisekammer, Gas, Wasser und elektrischem Licht, und verfügten über lediglich 50 Quadratmeter Grundfläche. Zum Konzept gehörten große Bleich- und Trockenplätze, Grünflächen und Spielplätze zur Erholung der Bewohner.
Die Anlage bestand aus acht zweigeschossigen Häusern in L-förmiger Anordnung. Zwischen den Häusern riegelten Mauern und Torbögen die Anlage nach außen hin ab, wodurch ein ruhiger Innenhof entstand. Die Gebäude waren über einem niedrigen Sandsteinsockel verputzt, die Traufseiten waren vierachsig aufgeteilt. Die jeweiligen Dachgeschosse unter dem Satteldach mit einer Erweiterung durch ein Zwerchhaus auf der Straßenseite waren ausgebaut. Der Heimatstil der Anlage wurde durch die Ausführung der Sockel, Türgewände, Torbögen und Erker in Sandstein und durch die hölzernen Klappläden erzielt. Durch leichte Variation dieser Elemente wurde zudem die Einheitlichkeit auf der Straßen- und Innenhofseite unterbrochen.
Am Haus Odenwaldring 153 war eine Kalksteinskulptur des Frankfurter Bildhauers Paul Seiler von 1914 als einziger Bauschmuck angebracht. Diese stellte einen römischen Jungen mit Toga und Flöte dar. Die Figur wirkte eher deplatziert und wurde auch nicht eigens für den Siedlungsbau geschaffen. Seiler hatte sie 1928 beim Umbau des Kaufhauses Oppenheimer an der Frankfurter Straße entfernt. Als er 1934 starb, kaufte Architekt Petermann verschiedene Skulpturen aus seinem Nachlass auf und ließ eine an der Siedlung anbringen. Die Figur befindet sich seit Dezember 2018 im Besitz des Hauses der Stadtgeschichte.

## Denkmalhistorische Bedeutung
Die kleine Siedlung war ein gut erhaltenes Zeugnis des nationalsozialistischen Wohnungsbauwesens und damit von geschichtlicher Bedeutung. Zwar war der Kleinwohnungsbau für ärmere Bevölkerungsschichten schon viele Jahre vor der Machtergreifung durch die Nationalsozialisten ein bedeutender Bestandteil des Bauwesens und resultierte ursprünglich aus dem fortschrittlichen Denken der Gartenstadtbewegung. Mit dem politischen Wechsel 1933 wurde der Kleinsiedlungsbau weitergeführt und für die neuen politischen Ziele adaptiert. Die Gestaltung der Architektur wurde als Volkserziehung gesehen und die Ausführung der Siedlungen in einer bescheidenen heimatlichen Bauweise sollte die Bewohner zu einer bürgerlichen Lebens- und Arbeitsweise in Fleiß und Disziplin führen.
Eine sehr ähnliche Anlage wurde unter der Leitung Petermanns 1937 in Bürgel erbaut (Gesamtanlage Rumpenheimer Straße, sogenannte Siedlung Klosterhof).
Die Milchhofsiedlung war Teil des Projektes Route der Industriekultur Rhein-Main.

## Abriss und neue Nutzung des Geländes

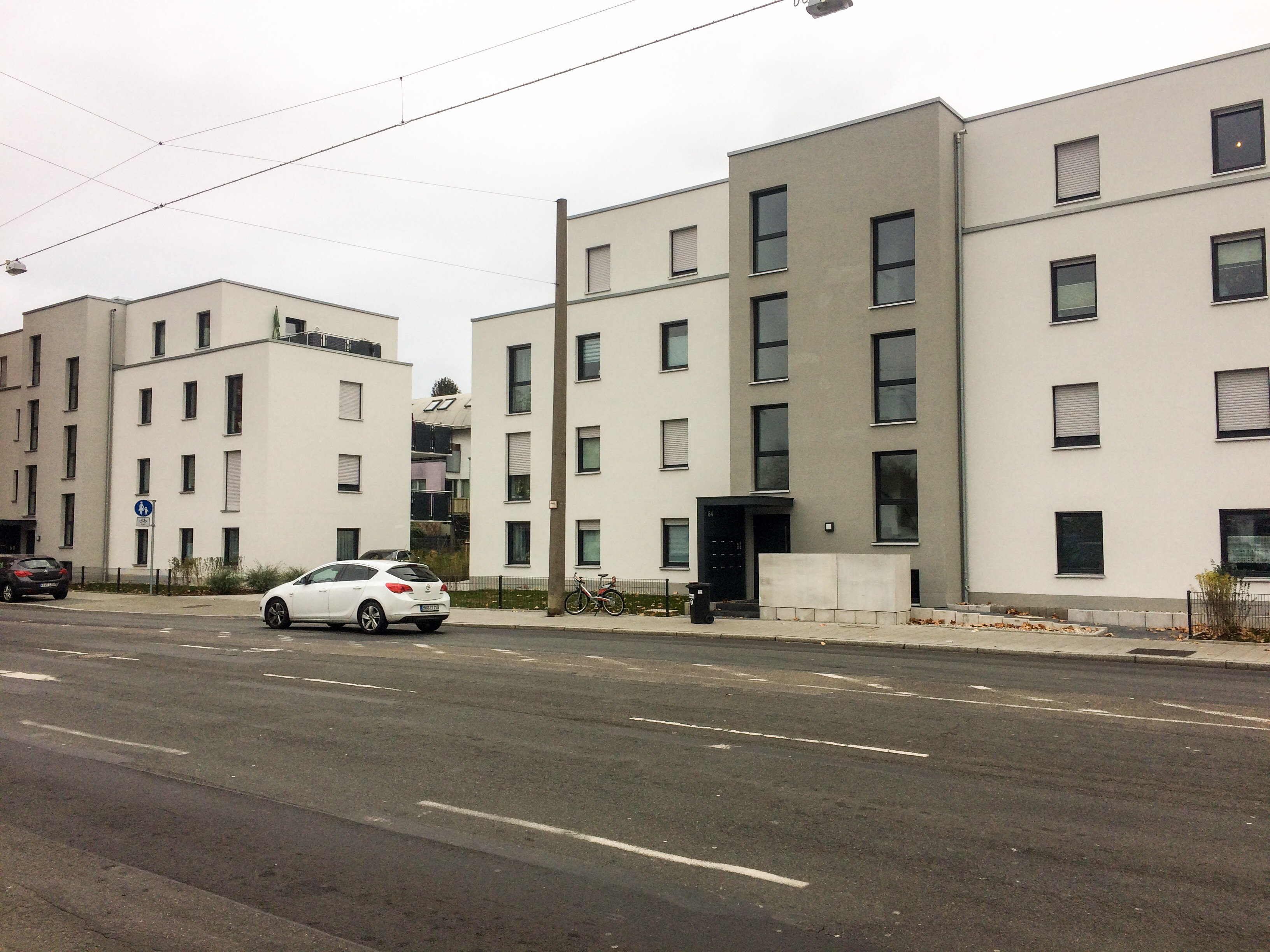
Ersatzbauten anstelle der historischen Gebäude

Die Denkmalschutzbehörde erteilte wegen erheblicher Gebäudeschäden 2013 die Genehmigung zum Abriss der Anlage. Die Häuser setzten sich, es gab erhebliche Risse. Grund hierfür waren Schäden am Fundament. In Offenbach ist der Baugrund oft Rupelton, der Feuchtigkeit benötigt, um sein Volumen zu halten. Diese ist im Stadtgebiet aber nicht ausreichend gegeben. Die großen Bäume im Innenhof des Ensembles verschärften durch ihren Wasserbedarf das Problem. Aus wirtschaftlichen Gründen war eine Sanierung nicht mehr zumutbar. Zu diesem Zeitpunkt standen bereits 24 der 41 Wohnungen leer. Als für die verbliebenen Mieter neue Unterkünfte gefunden waren, kam es in der zweiten Jahreshälfte 2014 zum Abriss.
Am 20. April 2016 fand die Grundsteinlegung zur Errichtung von fünf Häusern mit insgesamt 52 freifinanzierten Wohnungen statt, deren Bezug von November 2017 bis April 2018 erfolgte. Der Abschluss der Bauarbeiten war im April 2018.